# Porta Vittoria
Porta Vittoria is een station in de Italiaanse stad Milaan aan de Passante Ferroviario dat wordt bediend door verschillende lijnen van de ferrovie suburbane.

## Geschiedenis

### Bovengronds
In 1905 werd de Ferrovie dello Stato opgericht als nationale spoorwegmaatschappij van Italië en een jaar later volgde de opening van de Simplontunnel. In verband met de groei van het treinverkeer werden plannen gemaakt voor een capaciteitsverhoging in en rond Milaan. Onderdeel van het plan was een goederenstation voor bederfelijke waar naast de markthallen die begin 20e eeuw op het terrein van het Parco Vittorio Formentano stonden. Het station werd genoemd naar de dichtstbijgelegen stadspoort, de Porta Vittoria, aan de oostkant van de stad. De bouw van het station, met behalve laad- en lossporen ook twee pakhuizen en een kantoorgebouw, begon in 1908. Op 16 maart 1911 werd het station geopend en via een tijdelijk spoor naar Porta Romana aangesloten op het spoorwegnet. De aansluiting op de nieuwe ringspoorlijn volgde pas op 12 maart 1918 met de verbindingsbogen ten oosten van het station. Na de Tweede Wereldoorlog werd een stationsgebouwtje toegevoegd voor de stoptreindiensten naar Piacenza en Voghera. In 1984 werden de stoptreindiensten gestaakt maar bleef het station in gebruik voor goederenvervoer en autoslaaptreinen. In 1991 werden de treindiensten gestaakt al bleef het bovengrondse deel officieel open tot 2004. De gebouwen zijn gesloopt om plaats te maken voor de Biblioteca europea di informazione e cultura die echter niet gebouwd is.

### Ondergronds
De ringspoorlijn van begin 20e eeuw leverde, vooral door het gebruik van kopstations, voor lokaal- en regionaalverkeer in de loop der tijd steeds meer knelpunten op. In 1952 was in het metrobesluit een oost-west verbinding opgenomen die echter nooit is gebouwd. In de jaren 80 van de twintigste eeuw werd besloten om een ondergondse verbinding, de Passante Ferroviario, aan te leggen en de voorstadslijnen te organiseren als een stadsgewestelijk net, de Ferrovie Suburbane. De oostelijke tunnelmond zou komen te liggen bij de verbindingsbogen aan de oostkant van station Porta Vittoria. Voor het stadsgewestelijk net is onder het emplacement van Porta Vittoria een viersporig ondiep gelegen zuilenstation gebouwd met de openbouwput methode. De ingang van het ondergrondse station ligt ongeveer 500 meter ten oosten van het bovengrondse stationsgebouw. Het nieuwe station werd op 12 december 2004 samen met het baanvak Dateo – Piotello geopend.

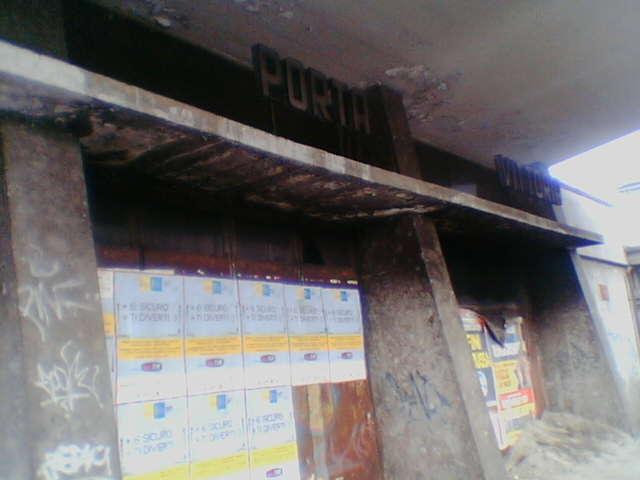
Het bovengrondse station vlak na de sluiting in december 2004
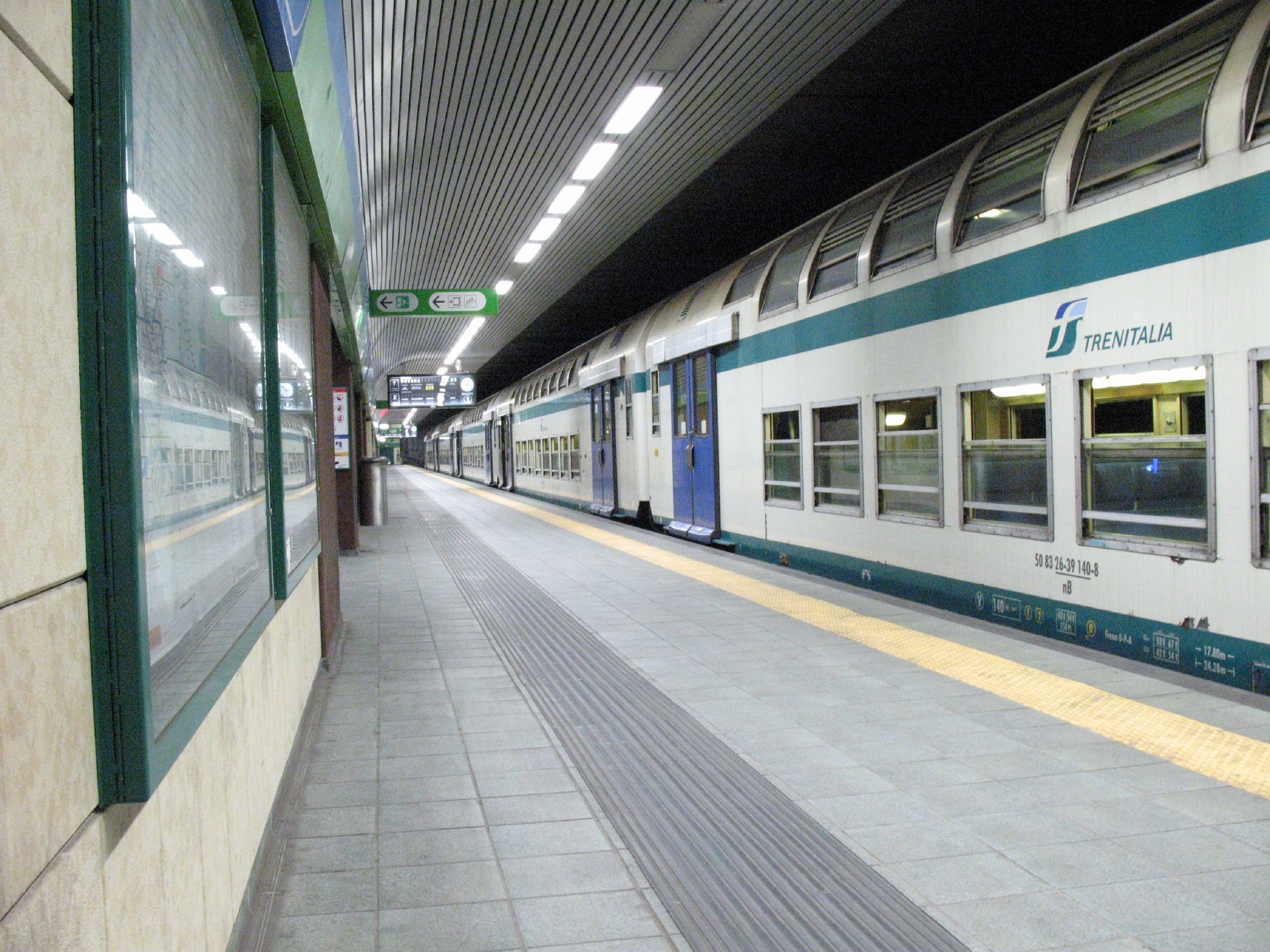
Een dubbeldekker van FS in het station
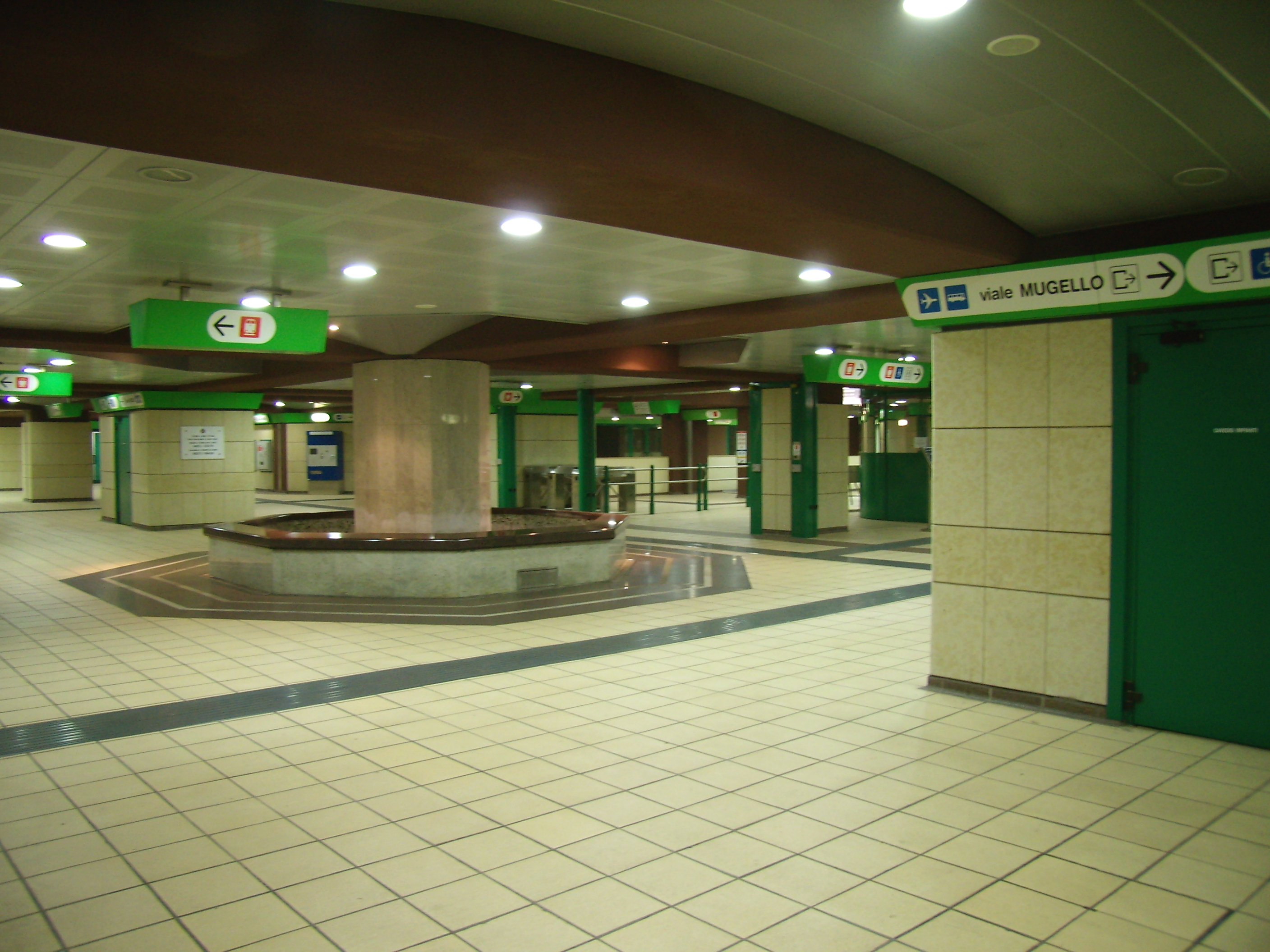
De ondergrondse verdeelhal

## Reizigersverkeer
In 2004 was alleen de noordelijke verbindingsboog (ramo Piotello) beschikbaar zodat alleen de S5 en S6 doorreden, voor de andere lijnen was Porta Vittoria tot 15 juni 2008 het oostelijke eindpunt. Vanaf 15 juni 2008 kon ook de zuidelijke verbindingsboog naar Rogoredo gebruikt worden.